# IAESTE
IAESTE (The International Association for the Exchange of Students for Technical Experience、イアエステ)は、世界80以上の国に委員会を持ち、理工農薬学系学生の海外インターンシップを仲介している国際非政府組織である。

## 概要
広い国際的視野を有するエンジニアを養成することを目的としている。1948年の発足以来、ヨーロッパを中心に活動を続けており、現在は世界約80ヶ国以上にある各委員会が相互に連携し、海外インターンシップの促進に貢献している。 これまでに、4000社におよぶ企業の後援を軸に、約33万人の学生を相互に交換してきた。また、IAESTEは非政府組織として運営されており、国連教育科学文化機関(UNESCO)、国連経済社会理事会(ECOSOC)、国際連合工業開発機関(UNIDO)、国際労働機関(ILO)などの国連機関から協力・援助を受けている。

## 歴史
IAESTEは第二次世界大戦前からイギリスを中心とする、欧州の主要10ヶ国で構成されていた、工科系学生の工場実習のための団体であるインペリアル・カレッジ・ロンドン発足のThe Imperial College Vacation Work Committee(インペリアル大学休暇活動委員会)が母体である。1948年に同委員会の提唱により、企業や研究機関での技術研修が必須と思われる学生の国外企業での実習を活性化させることを目的として設立された。
当初加盟国はヨーロッパ10ヶ国に過ぎなかったが、2014年現在では80ヶ国あまりに達している。日本支部であるIAESTE Japanも1964年に設立された。

## 研修
研修の概要については以下を参照。
- 研修期間は8〜52週間が原則であり、長期夏季休暇を利用する学生が多い。
- 日本には毎年数十人の研修生が来日し、大学や企業で研修を受けている。
- 派遣生(IAESTE Japanを使ってインターンに行く研修生)と外国からの研修生の人数を等しくしなければいけないという一対一交換の原則がある。
- 日本で派遣生となるためには毎年10月ごろに行われる認定試験を受け、これに合格する必要がある。認定試験の受験資格は、研修実施時に日本の大学(原則として理工農薬学系)の学部3年以上または大学院在籍者で、19～30歳。国籍は問わない。研修実施は翌年からなので、学部２年生でも受験することが可能である。
- 合格して派遣候補生になってもマッチング(後述)の問題で、期間や分野などが合わず、派遣生になれないこともある。
- 研修先の国・機関を選ぶことはできない。
- 費用はIAESTE Japanに会員費・認定試験料・交換手数料を支払う他、渡航費や保険は自費負担である。ただし、日本での一般的なインターンとは違い、滞在費が企業などから支給される。

## 組織編成

### 国際組織
国際総会(General Conference)は世界のIAESTEの最高意思決定機関である。毎年１月に開催され、予算や規則などの承認を行う。メンバーは各国の事務局長(National Secretary)で、事務総長(General Secretary)は国際総会のトップであり、2年ごとに改選される。IAESTEは固定された本部がなく、事務総長とともに国際本部も移動となる。
国際総会と併設で行われる年次交換会(Annual Conference)で、自国の企業や大学で得たOfferを他国のOfferと交換する。そして各国の委員会で派遣候補生の専門分野、希望時期と研修先の希望が合うよう調整する(マッチング)。

### 各国内組織
各国にある委員会の形態は国によって様々であるが、基本的に事務局が設置されており、研修生の交換業務を管理している。
また、デンマークやオーストリアのように学生が事務総長を務め、学生のみで運営されているケースもある。
IAESTE Japan
日本の国内委員会(国内組織)であり、文部科学省から一般社団法人 日本国際学生技術研修協会として一般社団法人の認可を受けている。
IAESTE Japanは理事会、事務局、各大学の学内委員会、運営学生から成り立っている。
- 理事会 - 学内委員会のトップや社会人などによって構成される。定款や財務などの社団法人としての決定を行う。
- 事務局 - 学内委員会・運営学生への指示、マッチングなどの交換業務を取り仕切る。事務局は巣鴨にある。
- 学内委員会 - 学内委員(顧問の大学教授)の大学ごとの集まり。
- 運営学生 - 学内委員会のボランティア協力団体という名目である。目的は主に派遣生、外国からの研修生、事務局のサポートである。外国からの研修生をもてなすイベントなども、各ローカルコミュニティ(以下3団体)ごとに主催している。
  - IAESTE TLSC - Tokyo Local Students' Committee(関東地域学生委員会)の略。関東圏の大学生が主体。
  - IAESTE Kyoto -  関西地区。京都大学が主体。
  - IAESTE Tohoku - 東北地区。東北大学が主体。